# 劳马
劳马，是芬兰萨塔昆塔区的一个城市，在1442年取得城镇地位。劳马位于芬兰西海岸，濒临波的尼亚湾，北距波里50千米，南离图尔库92千米。辖区总面积1110.14平方千米，其中陆地面积495.51平方千米、水域面积614.63平方千米。2009年6月30日登记人口总数为39691人，人口密度为80.1人/平方千米。芬兰语人口和瑞典语人口比例分别为98.2%和0.4%。劳马因精良的蕾丝制作工艺和古老的木结构建筑群而著称。劳马古城在1991年被联合国教科文组织列入世界文化遗产名录。

## 历史

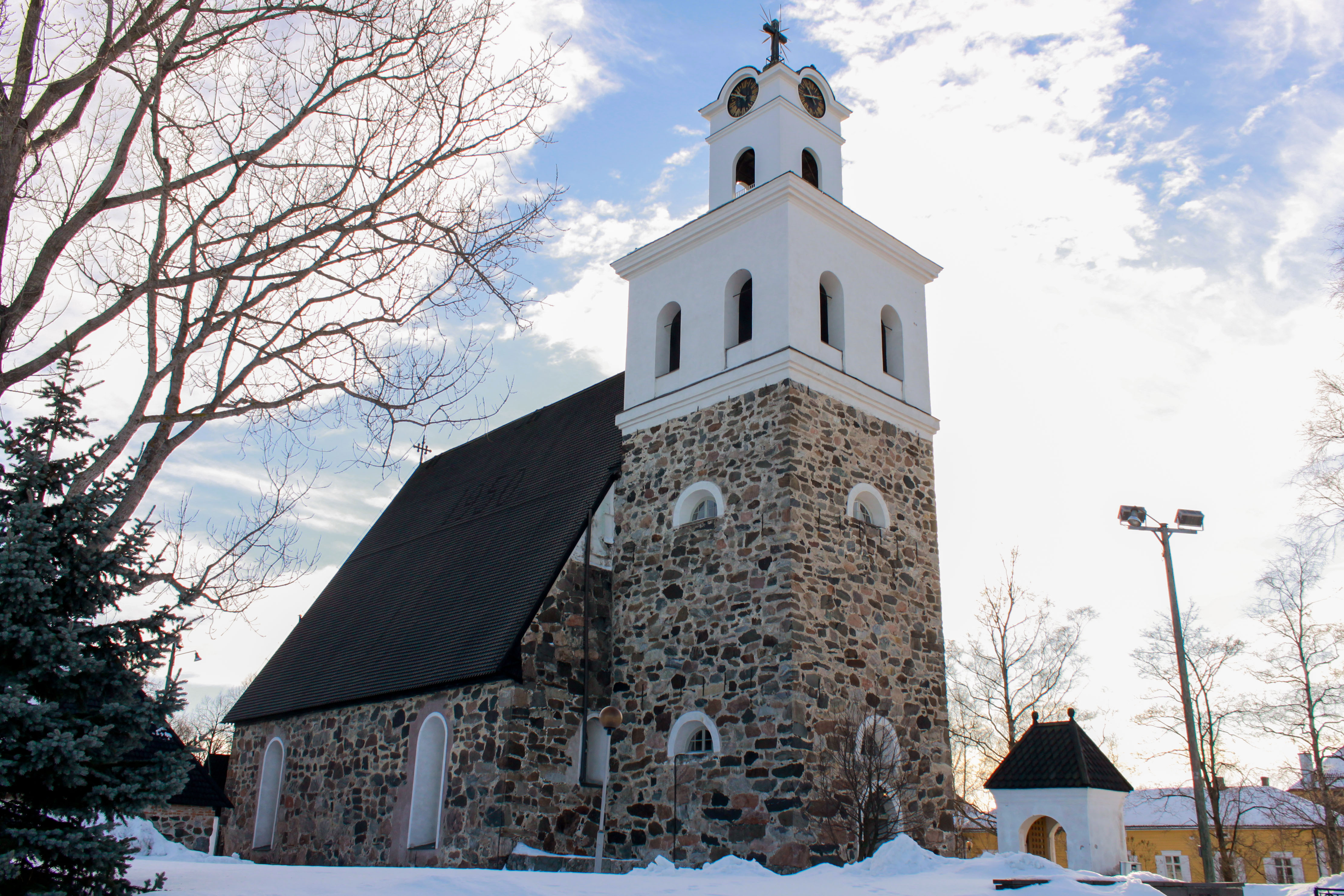
劳马古城内的教堂

劳马在1442年4月17日取得城镇地位，是芬兰第三古老的城市。1550年，统治芬兰的瑞典国王古斯塔夫一世发布诏令，在芬兰各地征招民众建设赫尔辛基城。很多劳马居民不得不背井离乡，直到1557年才得以返回劳马。
中世纪劳马的建筑多为木结构，1640年和1682年的两次大火几乎摧毁了整个城市。目前保留的木结构建筑群可追溯到17世纪，分布在古城区28公顷的范围内，总数大约有600座。这些新文艺复兴风格的建筑多归功于那个时代劳马繁荣的航海业。1897年，劳马拥有57艘帆船，居芬兰全国之首。货物多出口到德国、瑞典和波罗的海国家。1890年代，劳马成立了一所教师学院，后并入图尔库大学。目前图尔库大学教育系仍在劳马设有分部。
劳马在1993年和2007年先后合并了邻近的劳马乡镇（Rauman maalaiskunta）和科迪斯约基市镇（Kodisjoki），2009年又合并了拉皮市镇（Lappi）。

## 工业
第二次世界大战之后，劳马发展成一座工业城市。支柱产业为造船、造纸和金属工业。劳马为芬兰第五大港口，年均货物吞吐量将近600万吨。奥尔基洛托核电站也位于劳马附近。

## 交通
劳马位于图尔库和波里之间的欧洲E8公路上。芬兰12号国道以劳马港为起点。
劳马通过一条支线铁路，经科凯迈基、坦佩雷与芬兰铁路的主干网络连接。该支线现在用于货物运输。旅客运输已于1988年终止。
本地公交汽车由Oras Liikenne公司经营，有3条线路，枢纽设在萨维拉。长途汽车直达赫尔辛基、坦佩雷、图尔库等大城市。
最近的机场为波里机场。劳马港仅办理货运，不办客运。

## 文化

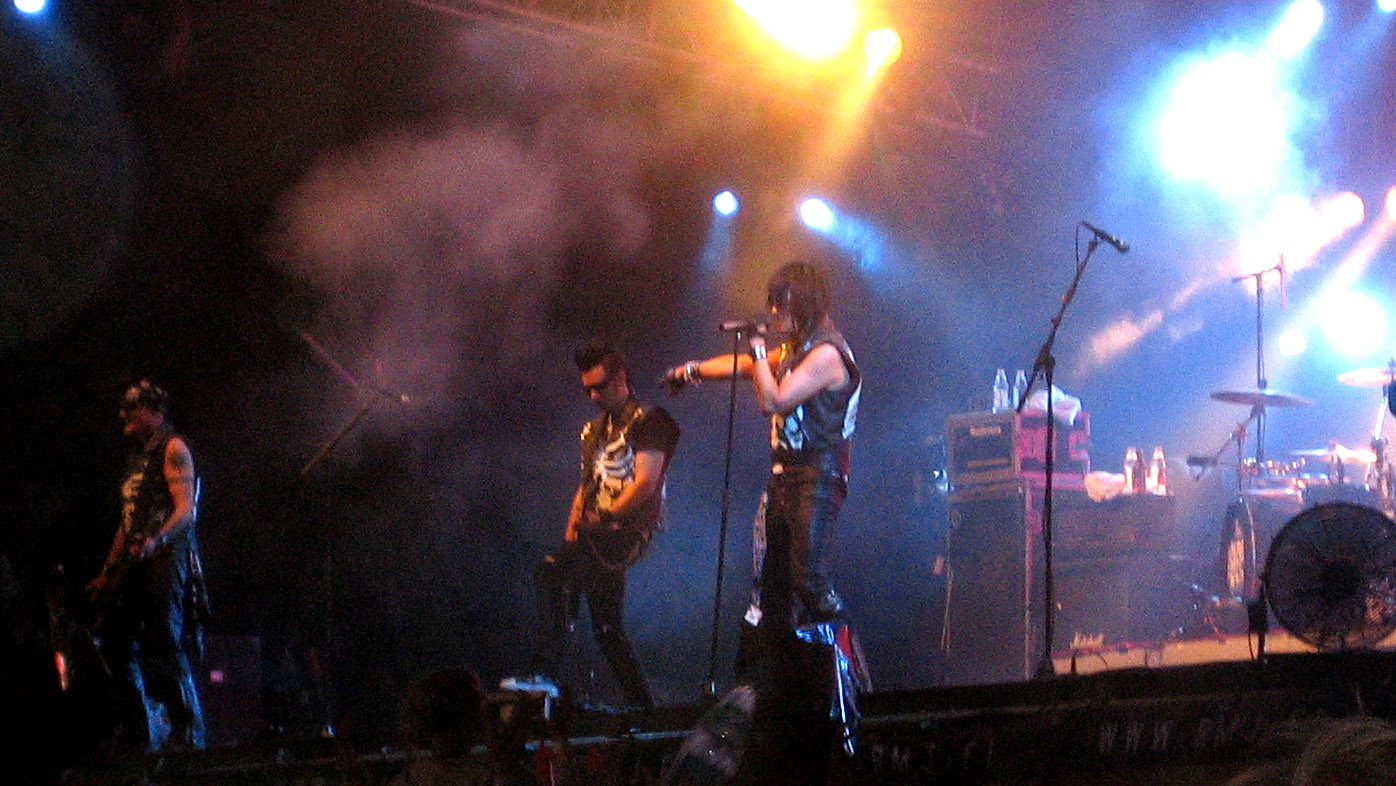
2006年劳马仲夏音乐节

劳马方言（rauman giäl）是芬兰语的一门方言。受早期港口贸易影响，劳马方言吸收了很多来自瑞典语、英语和德语的词汇。现在，劳马方言日渐被主流芬兰语所同化，但仍有学者对其进行系统的研究。
劳马的蕾丝制作十分有名。自1971年起，劳马每年都举办“蕾丝周”活动。当地手工艺者在古城区展出各自的作品。蕾丝周在“黑色蕾丝之夜”达到高潮，当晚人们会穿戴黑色蕾丝制品参与音乐会等各种活动。
1999年至2007年，芬兰规模最大的摇滚音乐节每年都于仲夏节期间在劳马举行。2008年，尽管80%的劳马居民反对，这项活动仍改到波里举行。但劳马仍在夏天举行了规模较小的劳马音乐节作为替代。
自1994年起，劳马每年夏天举办蓝色海洋电影节（Blue Sea Film Festival），2017年举办的是第24届。

## 体育
劳马锁（Rauman Lukko）是当地的一支冰球队，参加芬兰冰球联赛，主场为dna球场。劳马拥有两支足球队Pallo-Iirot和FC Rauma。海市风暴队是一支美式足球队，参加芬兰美式足球联盟第二级别的比赛。Fera是一支女子芬式棒球（Pesäpallo）队，以西芬兰体育场为主场。此外，劳马还有篮球、高尔夫球、野外徒步等项目的体育俱乐部。

## 姐妹城市

劳马全景

- 挪威约维克
- 丹麦奈斯特韦兹
- 瑞典耶夫勒
- 冰島奥尔塔内斯
- 俄羅斯科尔皮诺
- 匈牙利考波什堡